# Miklós Jósika
Miklós Jósika (pronunciat en hongarès [ˈmikloːʃ ˈjoːʃikɒ]) (28 d'abril de 1794 - 27 de febrer de 1865) va ser un militar, polític i escriptor hongarès. És reconegut com el primer novel·lista d'èxit de la literatura hongaresa, gràcies a la publicació d'una de les seves primeres obres, Abafi (1836), una novel·la històrica ambientada a la seva Transsilvània natal a l'estil dels escriptors romàntics de l'època com Walter Scott.
Els seus escrits polítics i les seves activitats com a membre de les Dietes de Transsilvània i Hongaresa van donar suport a la unió de Transsilvània i Hongria, així com a la revolució hongaresa de 1848. Es va incorporar al govern representatiu de la revolució i va ser elegit membre del Comitè de Defensa Nacional que va governar Hongria durant set mesos. Després de la derrota de la revolució el 1849, les terres de la seva propietat familiar van ser confiscades i es va exiliar per la resta de la seva vida, que va acabar a Dresden el 1865.

## La vida
Miklós Jósika va néixer l'any 1794 a Turda, un poble de la conca Panònica d'Europa central que aleshores estava sota control hongarès. Era fill del baró Miklós Jósika i de la seva dona Elionor i es va criar amb riqueses i privilegis. La seva mare va morir el 1797, i Miklós va ser criat per la seva àvia paterna. De jove, va assistir a un curs d'estudis jurídics a Klausenburg, on es va graduar el 1811.

### Carrera militar
L'any 1812 Jósika va obtenir una comissió en un regiment de cavalleria de l'exèrcit hongarès, que es va dedicar a una campanya a Itàlia en el marc de la Sisena Coalició de les Guerres Napoleòniques. Va estar present a la segona batalla del riu Mincio el febrer de 1814, servint sota el comandament austríac contra les tropes franceses i italianes, i va ser ascendit al grau de tinent. Va ser ascendit a capità el març de 1814, va romandre en servei actiu fins que Napoleó va ser derrotat més tard aquell any. L'any 1815 va participar en una campanya a França, i de 1816 a 1818 va estar destinat a Viena.

### Política i escriptura

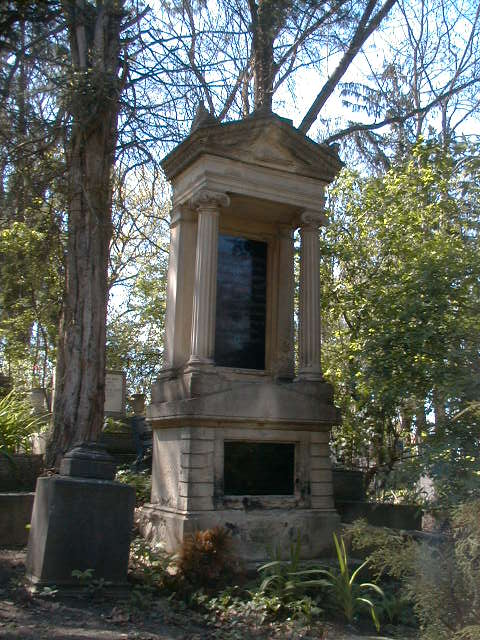
Tomba de Jósika al cementiri de Házsongárd.

El 1817 Jósika es va comprometre amb Elizabeth Kállay de la família Kállay. Va renunciar a la seva comissió de l'exèrcit el 1818 i va tornar a Hongria on es van casar ell i Elisabet. La seva relació es va agreujar ràpidament i Jósika finalment va deixar la seva dona a Budapest i es va traslladar a la finca del seu pare a Szurdok, a més de 250 milles (402 quilòmetres). Allà es va dedicar a la política; havent succeït al títol de baró del seu pare, va participar en els debats legislatius de la Dieta de Transsilvània el 1834 on es va alinear amb l'oposició anti-Habsburg encapçalada pel baró Miklós Wesselényi.
Els historiadors descriuen els punts de vista polítics Jósika com a liberals i alineats amb els d'escriptor Sándor Bölöni Farkas, qui al seu torn era un defensor de la britànica i la democràcia nord-americana. Juntament amb altres nobles, Wesselényi i Jósika van formar una facció a la Dieta coneguda com els "Conservadors Moderats", i més pintorescament com la "Lliga Probritànica dels Aristòcrates de Transsilvània". La seva posició política central era demanar una reforma parlamentària per millorar la democràcia tot preservant el paper de la Corona. En això, es van oposar a la majoria més conservadora promonarquia i a l'"Oposició radical" encapçalada per un advocat, i més tard regent-president d'Hongria, Lajos Kossuth.
A més de la política, Jósika es va dedicar a l'escriptura, produint més de 60 novel·les romàntiques entre principis de la dècada de 1830 i 1854. La seva primera obra, Abafi, es va publicar el 1836. El llibre és un conte de moralitat, que descriu un cavaller de ficció al servei del príncep de Transsilvània Sigismund Bathory. Al llarg del llibre, l'heroi homònim transforma la seva vida d'una vida de disbauxa a respecte i promoció pública, abans de sacrificar-se en la batalla per protegir el seu príncep. Va ser l'obra més venuda de Josika i va ser una inspiració per a l'inventor Nikola Tesla, entre d'altres, que li va atribuir el fet de posar-lo en el camí de l'autodisciplina mental. Elements de la filosofia política liberal de Jósika va ser evident en el seu càsting dels personatges, i el seu treball continuà sent popular entre els hongaresos socialment progressius fins a principis de segle xx.
Jósika va tenir èxits literaris i va guanyar un reconeixement social substancial a Hongria. A finals de la dècada de 1830 va ser elegit membre de l'Acadèmia Hongaresa de Ciències i de la Societat Kisfaludy, un destacat grup literari del qual va esdevenir director el 1841 i vicepresident el 1842. Les seves activitats polítiques van continuar; el 1847 es va presentar davant la Dieta de Transsilvània com a representant de Szolnok per defensar sense èxit una unió formal entre Transsilvània i Hongria. Influït pels seus aliats polítics, també es va convertir al protestantisme. El 1847 es va divorciar de la seva dona Elizabeth, a qui feia molts anys que no veia. Un cop aconseguit això, Jósika es va comprometre immediatament, i després es va casar amb la baronessa Julia Podmaniczky, una companya d'escriptora i membre d'una influent família hongaresa.

### Anys posteriors
La revolució hongaresa de 1848 va donar poder a l'oposició radical, incloent-hi l'enemic polític antic Jósika Lajos Kossuth. Jósika es va relacionar estretament amb el nou govern i va ser recompensat amb nomenaments a una Cambra Alta hongaresa reestructurada i al comitè de defensa nacional. Tanmateix, després de la derrota de la revolució hongaresa de 1848, Jósika i la seva dona es van exiliar a Dresden el 1849. No van tornar mai a Hongria. En canvi, van optar per traslladar-se a Brussel·les el 1850, on Jósika va tornar a escriure novel·les romàntiques amb pseudònim. Amb una salut deteriorada, va tornar a Dresden el 1864 i hi va morir el 27 de febrer de 1865. El seu cos va ser enterrat al cementiri Hajongard de Cluj-Napoca, a unes 20 milles (32 km) del seu lloc de naixement de Turda.

## Obres
- Irány (1835)
- Vázolatok (1835)
- Abafi (1836)
- Zolyomi (1836)
- Az utolsó Bátori (1837)
- A könnyelműek (1837)
- Els txecs a Hongria (1839)
- Végnapok (1842)
- Zrínyi, a költő (1843)
- A ket Barcsai (1844)
- Ifjabb Békesi Ferenc kalandjai (1845)
- Diamant (1846)
- Akarat és hajlam (1846)
- Una casa de dos pisos a Budapest (1847)
- Stephen Jósika (1847)
- Una família hongaresa durant la revolució (1852)
- Eszther (1853)
- Les bruixes de Szeged (1854)
- Pigmaleó, o una família hongaresa a París (1856)
- La ferida oculta (1857)
- Visszhangok (1859)
- Francesc Rákóczi II (1862)
- Dues vides (1862)
- Clara i Clare (1863)
- Sziklarózsa (1864)